# 우에다촌 (야마가타현)
우에다촌(上田村)은 야마가타현 아쿠미군에 있던 촌이다. 현재의 사카타시 북서부,  국도 제344호선 연선에 해당한다.

## 역사
- 1889년 4월 1일 - 정촌제 시행에 의해 6촌의 구역을 가지고 성립하였다.
- 1954년 12월 1일 - 사카타시에 편입해, 동일 우에다촌은 폐지되었다.

## 교통

### 철도
촌의 북동쪽을 우에쓰 본선이 가로지르지만 역은 위치하지 않았다.

## 참고문헌
- 가도카와 일본 지명 대사전 6 山形県